# 미국 증권거래위원회
미국 증권거래위원회(U.S. Securities and Exchange Commission, SEC)는 1929년 월스트리트 대폭락 이후에 시장 조작에 대항해 법을 집행하기 위해 설립된 미국의 정부 독립 기관이다. 1934년 증권거래법에 근거하여 설립되었으며 또한 1933년 증권법, 1939년 신탁증서법, 1940년 투자회사법, 1940년 투자자문자법, 사베인스 옥슬리법 등을 집행한다.
증권거래위원회는 투자자를 보호하고, 공정하고 질서있으며 효율적인 시장을 유지하고 자본형성을 촉진하는 것을 목표로 한다. 이를 위해 공개 회사와 규제 대상인 기업들이 분기별, 연도별 보고서 등의 재무제표와 경영진단의견서를 제출하도록 강제하고 EDGAR(Electronic Data-Gathering, Analysis, and Retrieval system) 전자공시시스템을 운영하고 있다.

## 역사
증권거래위원회는 프랭클린 D. 루스벨트의 뉴딜 정책의 일환으로 1933년 증권법과 1934년 증권거래법을 통해 성립하였다.
1932년 페코라 위원회(Pecora Commission)의 증권시장에 관한 청문회 이후 미국 의회는 1933년 증권법을 통과시켰다. 이는 연방 차원에서의 최초의 증권 발행 규제였으며, 발행 회사가 증권의 매각 전에 유통 내역을 등록하도록 요구했다. 증권법 시행 첫 해의 집행은 연방거래위원회가 맡았다.
1934년 증권거래법은 증권이 발행된 후의 2차 시장에서의 거래를 규제하고 있다. 이 법은 뉴욕 증권거래소와 같이 실물 거래소를 갖춘 증권거래소와 자율적 규제기관, 지방정부 증권규칙제정위원회(Municipal Securities Rulemaking Board, MSRB), 나스닥과 그 외 대체 거래 체계, 타인의 계좌를 대리하여 거래하는 제삼자를 증권거래위원회가 관할하도록 하였다. 또한 제4조를 통해 기존 연방거래위원회의 집행 권한을 새로 설립되는 증권거래위원회로 이관하고 이 위원회가 증권법과 증권거래법의 집행을 담당하도록 했다.

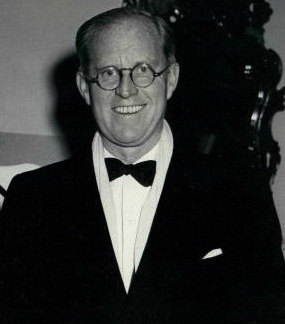
초대 증권거래위원장 조지프 P. 케네디

1934년 루스벨트는 초대 증권거래위원장으로 금융가이자 아일랜드계 미국인인 조지프 P. 케네디를 임명했으며, 제임스 M. 랜디스와 퍼디넌드 페코라를 포함한 5명의 위원을 임명했다.

## 미국 증권거래위원회와 암호화폐
2023년 6월 5일, 미국 증권거래위원회(SEC)는 바이낸스(Binance)와 창펑 자오(Changpeng Zhao) 창립자에 대해 고객 자금의 부적절한 관리와 적절한 등록 없이 운영했다는 혐의로 13건의 기소를 제기했다. 다음 날, SEC는 코인베이스(Coinbase)를 미등록 증권 거래소, 브로커 및 청산소로 운영했다는 이유로 추가 기소하며 주요 업계 참여자에 대한 규제를 더욱 강화하고 있음을 보여주었다.
SEC와 암호화폐 업계 간의 주요 논쟁 중 하나는 무엇이 증권으로 간주되는지에 대한 정의이다. SEC는 1946년 미국 대법원의 판결에서 유래한 하위 테스트(Howey Test)를 적용한다. 이 테스트는 증권을 "공동 기업에 대한 금전적 투자로, 수익이 전적으로 타인의 노력에서 나오는 경우"로 정의한다. SEC는 이 테스트를 기반으로 많은 암호화폐 자산을 증권으로 분류하며, 그들의 가치가 종종 블록체인 프로젝트 뒤의 개발자나 다른 중심 조직의 노력에 의존한다고 주장한다. 그러나 비평가들은 이 테스트가 시대에 뒤떨어져 있으며 암호화폐의 탈중앙화 특성에 부적합하다고 주장하며, 이로 인해 규제 정의가 모호해지고 불확실성이 커진다고 지적한다. 경제학자들의 연구에 따르면, SEC가 겐슬러(Gensler) 체제 하에서 명확한 지침 없이 암호화폐를 증권으로 분류한 불확실한 규제 조치는 암호화폐 시장에 장기적인 불안정을 초래했다. 이러한 명확하지 않은 지침은 SEC가 공정하고 질서 있는 시장을 유지할 수 있는 능력에 대한 의문을 제기한다.

## 같이 보기
- 규제 포획
- 위험관리